# ホンヤドカリ
ホンヤドカリ（本宿借、本寄居虫）、学名 Pagurus filholi は、十脚目ホンヤドカリ科に分類されるヤドカリの一種。日本とその周辺海域の磯に分布する小型のヤドカリで、日本の外洋に面した磯では最も目につき易いヤドカリの一つである。
過去の文献では、北アメリカ太平洋岸産の P. samuelis (Stimpson, 1857) と長年混同されてきた。また P. geminus Mclaughlin, 1976 とした文献もあるが、1993年以降は P. filholi が定着している。

## 特徴
甲長は10mmほどで、ヤドカリとしては小型である。オスの方がメスより大きい。第1胸脚の鋏脚は右側が大きく発達し、左側は細くて小さい。鋏脚の表面は細かい顆粒と毛に覆われる。眼柄はやや短く第1触角柄を超えない。第2・第3胸脚は歩行用に長く発達するが、第4・第5歩脚は貝殻保持用で短く、貝殻から顔を出している状態でも確認は難しい。生体の体色は緑褐色だが、鋏脚と歩脚の先端が白-黄白色でよく目立つ。歩脚は厳密には指節（爪にあたる部分）の中ほどに1本の白帯があり、その上下を黒褐色の横帯が挟んでいる。第2触角は黒褐色と白の縞模様である。
日本では北海道・本州・四国・九州（その周辺島嶼を含む）に分布する。日本以外では朝鮮半島南部と台湾にも分布する。
外洋に面した海岸の岩礁域に生息し、潮が引いた磯のタイドプール内や転石下で他のヤドカリ類と共に見られる。砂浜ではほとんど見られない。本種には近縁種が多いが（後述）、鋏脚と歩脚の先端が白いことや、触角が縞模様であること等で区別できる。体色は南日本で同所的に分布するイソヨコバサミ Clibanarius virescens に似るが、本種は右の鋏脚が大きくてイボや毛が目立たないこと、歩脚の白帯は1本のみであること等で区別できる。性質は臆病で、危険を感じると素早く殻の奥に引っ込む。この時に大きな右の鋏脚が殻口を塞ぐ役割をもつ。食性は雑食で、デトリタス、藻類、動物の死骸などを食べる。使用する貝殻は地域や成長段階にもよるが、イシダタミ、コシダカガンガラ、スガイ、タマキビ等の小型種が多い。
抱卵期は2-6月で、この時期には交尾前にオスがメスの貝殻をつかんで運ぶ様子が観察できる。メスは交尾後に産卵し、貝殻内の腹脚に卵を抱える。孵化したゾエア幼生はプランクトンとして海中をしばらく浮遊する間に4回脱皮する。成長したグラウコトエ幼生は岩礁海岸に定着する。

## 近縁種
ホンヤドカリ属 Pagurus には多くの種類がある。このうち日本産・海岸生・小型種には以下のようなものがいる。
ケアシホンヤドカリ P. lanuginosus De Haan, 1849
第2触角が赤く、和名通り脚は長い毛に覆われる。また脚には黒い小斑点があり、先端は白くない。北海道-九州のほか、朝鮮半島・シベリア沿岸まで分布する。
ヨモギホンヤドカリ P. nigrofascia Komai, 1996
第2触角が橙色で、歩脚指節つけ根に黒帯がある。ケアシホンヤドカリに似るが、1996年に新種として記載された。日本各地の内湾海岸に生息し、温暖な地方では夏眠する。
ユビナガホンヤドカリ P. minutus Hess, 1865
和名通り歩脚の指節が前節よりも長い（指節は爪、長節は脛にあたる部分）。北海道-九州と朝鮮半島沿岸に分布する。ホンヤドカリとちがって内湾の砂浜・干潟・藻場を主な生息地とする。学名は P. dubius (Ortmann, 1892) が長く用いられてきたが、2003年にシノニムとなった。
クロシマホンヤドカリ P. nigrivittatus Komai, 2003
和名通り歩脚に白黒の縞模様がある。また第1触角が橙色である。本州南部から九州にかけての沿岸に分布し、外洋に面した岩礁海岸の潮下帯に生息する。
ヤマトホンヤドカリ P. japonicus (Stimpson, 1858)
鋏脚に短毛が密生する。生体の体色は赤みが強い。本州（青森県日本海側、房総半島以南）・四国・九州と朝鮮半島南部に分布する。
テナガホンヤドカリ P. middendorffii Brandt, 1851
甲や脚は無毛無棘歯で滑らか。また和名通り鋏脚や歩脚が長い。北海道からカリフォルニアまでの北太平洋に分布する寒海生種。
イクビホンヤドカリ P. brachiomastus (Thallwitz, 1892)
脚や体に短毛が密生する。鋏脚や歩脚の先端が赤い。寒海生種で、福井県・相模湾・朝鮮半島からシベリア沿岸までの北西太平洋沿岸に分布する。相模湾では水深20-100mまでに棲むが北海道では潮間帯で見られる。
カイメンホンヤドカリ P. pectinatus (Stimpson, 1858)
眼柄がやや長く、脚に細かい棘が多数並ぶ。大型種だが若い個体は潮間帯に生息する。寒海生種で、三陸海岸-サハリン、黄海に分布する。